# Filiz Vural
Filiz Vural es una antigua reina de belleza turca y Miss Europa en 1971.

## Biografía
Filiz participó en un concurso de belleza organizado por el periódico Hürriyet, y ganó el título Miss Turquía 1970. Al año siguiente, representaba a su país en el certamen de Miss Europa que tenía lugar en Túnez, y fue coronada Miss Europa el 18 de septiembre de 1971. Se convirtió en la segunda reina de la belleza turca después de Günseli Başar.
Actualmente,  trabaja como diseñador jefa en una reconocida casa de fabricación de joyas turcas. En 2005, recibió el premio de plata en el Concurso Internacional Joyería de Perla de 2005 en Hong Kong por su diseño de un alfiler de inspiración bizantina.
Filiz Vural está casada con Engin Çağlar, un retirado actor de cine.